# سوفي لورانس
سوفي لورانس (بالإنجليزية: Sophie Lawrence)‏ هي مغنية وممثلة بريطانية، ولدت في 12 يونيو 1972 في إيلفورد ‏ في المملكة المتحدة.

## وصلات خارجية
- سوفي لورانس على موقع IMDb (الإنجليزية)
- سوفي لورانس على موقع ميوزك برينز (الإنجليزية)
- سوفي لورانس على موقع ديسكوغز (الإنجليزية)
- سوفي لورانس على موقع قاعدة بيانات الفيلم (الإنجليزية)